# Дуксо, Владислав Марьянович
Владислав Марьянович Дуксо (бел. Уладзіслаў Мар’янавіч Дукса; род. 7 июля 1980, Солы, Гродненская область) — белорусский футболист, выступавший на позиции защитника, футбольный тренер. 

## Клубная карьера
Начинал заниматься футболом в родных Солах несколько раз в неделю, когда к ним приезжал Моисейченко Андрей Иванович. После окончания школы поступил в Белорусский государственный университет физической культуры. Вскоре получил приглашение от Андрея Ивановича Моисейченко в «Сморгонь». После окончания сезона 2013 года завершил карьеру игрока. Является рекордсменом клуба по сыгранным матчам в официальных встречах, а именно 342 матча во всех турнирах.

## Тренерская карьера
Первоначально стал тренером ДЮСШ в Сморгони. Позже стал тренером в футбольном клубе «Сморгонь». Сезон 2021 года провёл как тренер дублирующего состава, а также исполнял обязанности главного тренера. В сезоне 2022 года стал ассистентом главного тренера в лице Игоря Трухова.

## Семья
Отец белорусский прозаик и поэт Марьян Николаевич Дукса. Сын Матвей Дуксо также профессиональный футболист.